# Tavisupleba
Tavisupleba (georgiană თავისუფლება) este imnul național al Georgiei. Imnul, al cărui titlu înseamnă „Libertate”, a fost adoptat în 2004, împreună cu noul steag și noua stemă. Schimbarea însemnelor naționale a venit împreună cu răsturnarea reușită a guvernului precedent în nonviolenta Revoluție a Trandafirilor. Muzica, preluată din operele georgiene Abesalom da Eteri („Abesalom și Eteri”) și Daisi („Amurgul”), de compozitorul georgian Zaharia Paliașvili (ზაქარია ფალიაშვილი, 1871–1933), a fost adaptată pentru imn de către Ioseb Kechakmadze (იოსებ კეჭაყმაძე). Versurile au fost compuse de David Magradze (დავით მაღრაძე).

## Istorie
Noul imn georgian a fost adoptat de Parlamentul Georgiei pe 20 mai 2004, la exact 5 luni după demisia Președintelui Eduard Șevardnadze în Revoluția Trandafirilor. Un proiect de lege a fost introdus în prima întâlnire în plen a celei de-a șasea convocație a Parlamentului Georgian pe 22 aprilie 2004. Proiectul de lege de a adopta Tavisupleba ca imn național a fost prezentat de către Ministrul de Cultură Giorgi Gabașvili. Muzica a fost redată pentru deputați după aceea. Legea nu prevede regulații, dar se referă la Decretul Prezidențial corespondent.
Tavisupleba i-a urmat vechiului imn Dideba zetsit kurtheuls, care era folosit de Republica Democrată Georgia din 1918 în 1921, și din nou de Georgia din 1990 în 2004, după independența de Uniunea Sovietică.
Noul imn a devenit imediat mai popular decât precedentul, ale cărui versuri erau scrise într-un limbaj arhaic și erau dificil de memorat.
În timpul vizitei Președintelui Statelor Unite ale Americii George W. Bush în Georgia, pe 10 mai 2005, când, împreună cu Președintele Miheil Saakașvili vorbea unor zeci de mii de georgieni  în Piața Libertății din Tbilisi, o înregistrare a Tavisuplebei nu se auzea bine. Atunci Saakașvili a mobilizat corurile, și miile de persoane s-au alăturat corului în cântatul imnului, un moment descris de media ca „cel mai puternic moment al zilei”.

## Muzică
Muzica imnului a fost adaptată din două opere georgiene, „Abesalom da Eteri” (1918) și „Daisi” (1923), compuse de către Zaharia Paliașvili, tatăl muzicii clasice georgiene.

## Versurile oficiale
| Limba georgiană | Transliterare | Transliterare literală |
| --- | --- | --- |
| ჩემი ხატია სამშობლო, სახატე მთელი ქვეყანა, განათებული მთა-ბარი, წილნაყარია ღმერთთანა. თავისუფლება დღეს ჩვენი მომავალს უმღერს დიდებას, ცისკრის ვარსკვლავი ამოდის ამოდის და ორ ზღვას შუა ბრწყინდება, და დიდება თავისუფლებას, თავისუფლებას დიდება! | Chemi khat'ia samshoblo, Sakhat'e mteli kveq'ana, Ganatebuli mta-bari Ts'ilnaq'aria Ghmerttana. Tavisupleba dghes chveni Momavals umghers didebas, Tsisk'ris varsk'vlavi amodis Amodis da or zghvas shua brts'q'indeba, Da dideba tavisuplebas, Tavisuplebas dideba! | Icoana mea este țara-mamă, Și întreaga lume îi este stativ, Munți și văi luminoase Sunt împărțite cu Dumnezeu. Astăzi libertatea noastră Cântă gloriei viitorului, Luceafărul de dimineață se înalță Și strălucește între cele două mări Așa că lăudată să fie libertatea, Libertatea să fie lăudată! |

## Reglementări
Conform Reglementărilor Parlamentului Georgiei, Capitolul 3, Articolul 4.5., imnul național al Georgiei este cântat la deschiderea și închiderea fiecărei sesiuni. Este de asemenea cântat după semnarea Jurământului Parlamentarului după ce Parlamentul recunoaște autoritatea a cel puțin două treimi din membrii săi nou-aleși (Capitolul 25, Articolul 124.7). Imnul este cântat și înaintea prezentării raportului anual al Președintelui Georgiei către Parlament.
La începutul și sfârșitul programelor de televiziune și radio este cântat imnul. De exemplu, Radiodifuziunea Publică Georgiană difuzează un videoclip în care este imnul este cântat de către cântăreața de operă Paata Burchuladze.